# 沙發衝浪
沙发冲浪（英語：Couchsurfing）也可譯為沙發旅行、當沙發客、搜尋沙發，是一个旨在帮助旅行者与当地人建立联系的一个国际性非營利网络。surf指的是在網路上快速、連續搜索資料，並不是指一般的衝浪，surf a couch 是指在網頁中搜尋會員，以提供沙發給遊客過夜；但許多部落客直譯為沙發衝浪，因此以訛傳訛，導致今日大多數華人稱之為沙發衝浪，但實際上與衝浪毫無關係。通俗地说就是当你旅行时你可以住在当地会员家；当有会员来你的城市时你可以接待他们住你家，以此达到既省钱又能进行文化交流的目的。如不能提供住宿，你还可以选择“出去喝一杯”，即做免费导游带他们逛你的城市。沙发客旅行世界各地的会员会举办各式各样的聚会，旅行者能参与其中，同样你也能在你的城市或你旅游到的城市邀请当地沙发客和旅行中的沙发客加入你举办的聚会。沙发客旅行网站也拥有众多的论坛，数万名活跃会员，每天都在相互尊重友好地气氛中讨论各种话题。
這個名詞出現在1999年的沙發旅行計劃（CouchSurfing Project）。截至2010年12月31日已有240多万注册会员，遍布245个国家或地區，8万多座城市。每周都有上万新会员加入沙发客旅行大家庭。

## 工作方式
注册之后，你需要输入详细的个人信息及其他可选的信息，比如你的興趣，你去過的國家，為什麼你選擇沙發衝浪，還可以放上一些自己或自己家裡的相片。
比较重要的是你能够提供哪种方式的招待，比如可以提供住处或是仅仅充当导游。

## 历史

### 网站创立
Fenton 编写了网站的代码，并在接下来的几年维护网站，网站刚开始的时候由Dan Hoffer, Sebastien Le Tuan, and Leonardo Silveira于2003年1月合作完成了一个测试版本。网站正式上线是在2004年1月。

### 发展

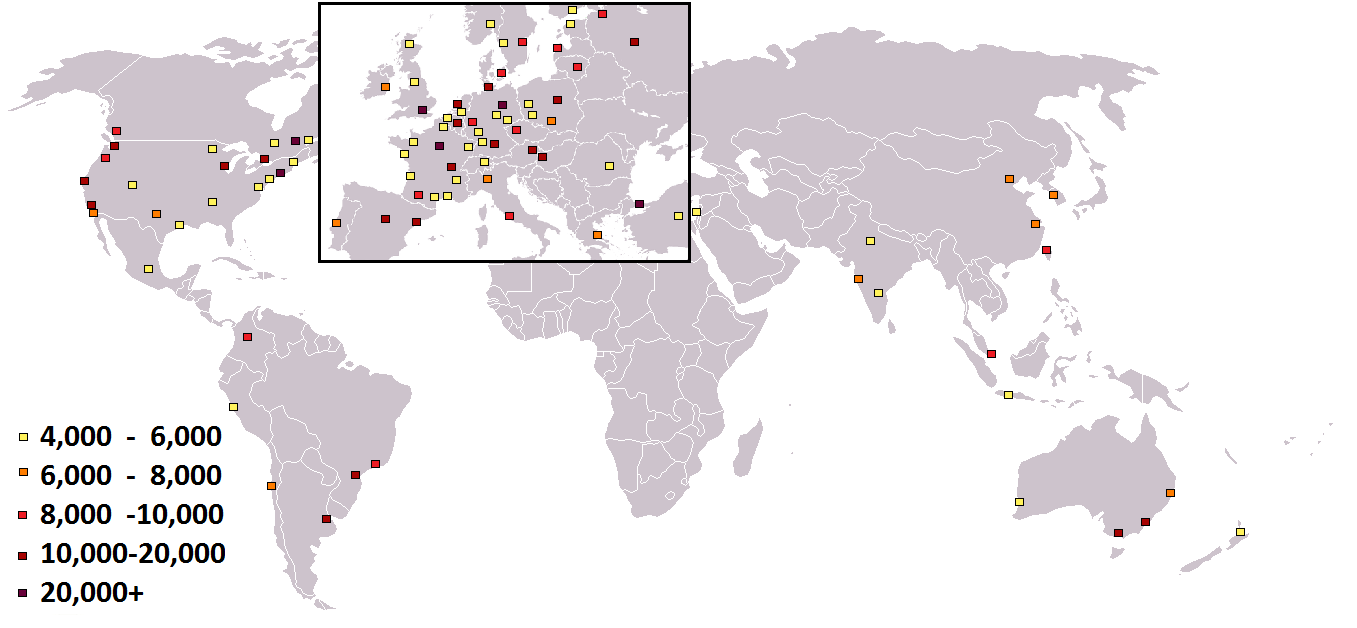
截至2011年1月3日在Couchsurfing.org注册用户数量超过4,000名的城市

#### 中国
随着媒体和旅行者的推广，越来越多的中国人以及居住在中国的外国人加入到了沙发客旅行。截至2010年12月31日在中国有5万多的会员，占全球的2.1%，是全世界拥有沙发客第10多的国家。很高兴的看到会普通话的沙发客旅行会员有9万多人，普通话是网站中说的人第7多的语言。在中国成功的住家接待有三万五千余次，建立了近4万份友谊，有6万多个积极的评价。沙发客最多的中国城市前五名依次为北京、上海、香港、广州、深圳。从年龄结构上看超过70%的中国会员年龄介于18至29岁间。

### 2006年数据库丢失
在2006年6月，此项目由于一系列的计算机问题而导致数据库丢失。

## 外部連結
- 官方网站
- 中国第一沙发客顺风车游世界Leo的博客 （页面存档备份，存于）